# 21世紀新人歌唱排行榜
《21世紀新人歌唱排行榜》，簡稱《新人歌唱排行榜》，是三立台灣台及其前身(三立頻道、三立1台、博視三立1台、三立綜藝台，都是同一頻道，只是頻道名稱不同)自1994年1月2日至2000年1月播出的歌唱競賽節目，播出時間是台灣時間每週四至週日21:00~22:30，主持人是澎恰恰與馬維欣，另外李祖寧曾代替馬維欣主持兒童組部分集數，1998至1999年間陳亞蘭、況明潔曾代替馬維欣主持一年。該節目常常邀請知名的詞曲創作人擔任評審，曾擔任評審者有羅安、紀明陽、葉佳修、張勇強、呂子厚、吳嘉祥、馬兆駿、陳慶仁、蔣三省、史俊鵬、丁曉雯、羅文聰、曹金鈴、黃大軍、韋大中、莊啟勝、韓正皓、徐嘉良、趙可莊   
、林美姬、鈕大可、曹金鈴、易天華、孫樸生、靈璇夫人、翁宜冠、田恕仁、霏霏、飄飄，被認為是當時台灣最有公信力的歌唱競賽。該節目在廣播電視大廈（前期）與中影文化城（後期）的攝影棚錄影，固定的四家贊助商是花王(台灣)股份有限公司、嘉聯實業股份有限公司(以該公司著名牙膏品牌「白人牙膏」名義贊助)、鴻信股份有限公司(以該公司代理的「菲仕蘭」奶粉系列名義贊助)、巨星專營剪燙。
從該節目衛冕20關出道，最著名的歌手為孫淑媚、向蕙玲、秀蘭瑪雅、方順吉、孫協志、方宥心(方婉真)

## 流程與規則
參賽者分為長青組、社青組、中青組、校園組、兒童組、情歌對唱組、自彈自唱組等組別，各組分開競賽：每週四播出社青組，每週五合併播出長青組與中青組，每週六播出校園組，每週日播出兒童組，每週合併播出情歌對唱組與自彈自唱組。兒童組限14歲以下者參賽。每集有五位參賽者參賽，社青組、校園組與兒童組採用兩階段競賽：第一階段是「國語歌曲比賽」，第二階段是「台語歌曲比賽」。長青組與中青組只有一階段競賽，不限定參賽歌曲的語言。
每集開放團體觀眾報名參觀錄影，開場時的口號有兩種。除校園組外各組開場口號：「挑戰未來，實現夢想。(澎恰恰)二十一世紀，新人歌唱排行榜！」校園組開場口號：「年輕有夢，展翅高飛。(澎恰恰)二十一世紀，新人歌唱排行榜！」
每集邀請三至四位詞曲創作者擔任評審，三立大樂隊完全負責現場伴奏。評審須從五位參賽者中選出前三名為衛冕者（允許多人並列同一名），最高榮譽是連續20週衛冕成功。三立影視會頒發一座黃金獎盃給獲得最高榮譽者，此獎盃曾出現於第一代至第二代佈景時期開場影片中，頂端為可旋轉的立方體，立方體刻有三立影視紅綠藍三色標誌、「三立有線電視」字樣、「SANLIH」字樣（一般字體，並非三立影視紅綠藍三色標誌下半部「SANLIH」字樣）、「21世紀新人歌唱排行榜」字樣（並非攝影棚正上方懸掛的節目標誌）、「優勝」字樣。獲得最高榮譽者若有意發行個人唱片，必須優先與大旗製作股份有限公司(三立影視的關係企業，經營大旗唱片，與三立影視合稱「三立一族」)簽訂唱片合約。
每集開場分三段：兩位主持人的對談；參賽者依出場順序逐一上台接受兩位主持人訪問，訪問完畢後參賽者回座休息；兩位主持人介紹評審。三段都有搞笑對話緩和緊張氣氛，是一大創舉。挑戰者最先出場。

《21世紀新人歌唱排行榜》第一代記分板是以燈泡排成的長條圖來標示分數
依據《21世紀新人歌唱排行榜》兒童組第8集自行仿製，圖中分數為該集第二階段各參賽者分數

在一個階段中，最後一位出場的參賽者唱完之後，兩位主持人會先簡短訪問該名參賽者，然後把其他四位參賽者都請到台上，看著記分板(以燈泡排成的長條圖或LED製成的數字顯示器來標示分數)，依出場順序公佈每一位參賽者的分數，先出場的先公佈。每一位參賽者的分數從75分起跳，滿分是100分。
兩階段的分數全部公佈之後，兒童組特有流程：第一代佈景時期由澎恰恰、第二代佈景時期由從參賽者中指定一人擔任的「值星官」，喊「向右看齊」、「向前看」等口令讓所有參賽者排成一列，然後走到評審桌前，從其中一位評審手中接過一個橫式信封。若拿到信封的是值星官，則值星官把信封交給澎恰恰。澎恰恰開啟信封，從中取出衛冕者名單並宣讀衛冕者姓名及其總成績，宣讀的順序是從第三名到第一名。兩階段的平均分數即是總成績。第三名在下一集披紅帶子，第二名在下一集披銀帶子，第一名在下一集披金帶子。被點到名的參賽者，要正對著攝影機的鏡頭一鞠躬，以答謝評審及觀眾的支持。宣讀衛冕者名單之後，馬維欣請遞出信封的評審來講評每一位參賽者當天的表現。
評審講評完畢之後，兒童組特有流程：所有參賽者依澎恰恰（第一代佈景時期）或值星官（第二代佈景時期）口令向後轉（背對鏡頭），向三立大樂隊行舉手禮；三立大樂隊指揮「番王老師」王吉宣或「江老師」江慶霖回禮。禮畢，所有參賽者依值星官口令向後轉（面對鏡頭），澎恰恰或值星官說「我們謝謝番王老師(或江老師)所率領的三立大樂隊」，馬維欣接著說「樂隊老師辛苦了」。然後馬維欣逐一宣讀參賽者姓名，澎恰恰逐一宣讀參賽者姓名與評審姓名，感謝他們參加錄影。最後澎恰恰感謝現場觀眾參觀錄影，馬維欣感謝全體工作人員，澎恰恰與馬維欣提醒觀眾「下週同一時間，請繼續收看《新人歌唱排行榜》」，並與所有參賽者一同揮手向觀眾道別。

## 節目特色
三立頻道第一個專為有線電視製作的節目
三立頻道的節目內容主要是播放三立影視歷年發行的錄影秀，而本節目是三立影視第一個專為有線電視製作的節目。在三立頻道時期，本節目每一集的畫面右側都有用藍色白邊直排字體標示「本節目專為有線電視製作」，一來標榜全新製作，二來提示本節目不會發行出租錄影帶。
三立影視曾與其關係企業海華影視共同發行兒童組參賽者參賽歌曲總集錄影帶系列《ｘｘｘ(參賽者姓名)比賽歌曲現場錄影》，並安排在三立1台以《小唱將金牌之戰》為名播出。三立影視曾發行兒童組參賽者參賽歌曲總集卡式錄音帶與音樂CD系列《ｘｘｘ(參賽者姓名)比賽歌曲現場錄音》。
共用佈景
本節目佈景共分五代，三立頻道綜藝節目《歡樂大滿貫》共用本節目第一代佈景，澎恰恰主持的三立綜藝台音樂節目《新台灣之歌》共用本節目第三代佈景，澎恰恰與馬維欣（部分集數由李祖寧代班）主持的三立綜藝台綜藝節目《新人排行榜 歡樂大對抗》與《新人排行榜 歡樂一級棒》共用本節目第四代佈景，澎恰恰與潘麗麗主持的三立台灣台歌唱競賽節目《台語金曲排行榜》共用本節目第五代佈景。
第四代佈景時期，舞台左側或右側，每集懸掛一個贊助商牌子：花王商標、白人牙膏商標、菲仕蘭商標、巨星專營剪燙商標。
報分方式
假設兒童組的某位參賽者的分數是94分，流程如下：
1. 馬維欣說：「我們來看看ｘｘｘ(參賽者姓名)小朋友可以得到幾分。」(註：若是長青組、社青組或中青組，則「小朋友」改成「先生」或「女士」；若是校園組，則「小朋友」改成「同學」。)
2. 參賽者正對著攝影機的鏡頭一鞠躬，三立大樂隊爵士鼓手敲銅鈸一聲。
3. 澎恰恰邊看計分板邊說：「75，——80，——85、86、87、88、89、90！91！——92！——93！——94！94分！」分數正在上升時，爵士鼓手不斷打鼓，或鍵盤手不斷彈奏定音鼓音效；分數不再上升時，爵士鼓手停止打鼓並敲銅鈸一聲，或鍵盤手停止彈奏定音鼓音效。

## 各組出身者

### 兒童組
- 孫淑媚：1995年3月兒童組過關，是本節目最有名、在演藝圈發展最好、最具代表性的歌手。在兒童組比賽時創下空前絕後的紀錄，連續20週的比賽每一次都是第一名金帶子，這個紀錄一直無人能打破；不管是兒童組或校園組，後來的參賽者多演唱孫淑媚的歌曲並以孫淑媚為榜樣。2005年獲得金曲獎最佳台語女演唱人獎。
- 向蕙玲：1995年，第一次參賽時，曾與孫淑媚同場競技，但在第7關落敗。後在第二次參賽，在1997年8月兒童組過關。比賽當時名字為鄭愛樺，現本名為鄭惠文，是本節目最有名、最具代表性的歌手。從大信唱片出道，成名曲〈愛甲超過〉，首張專輯《愛你的記號》入圍第15屆金曲獎最佳台語女演唱人獎，現為豪記唱片旗下歌手。
- 陳淑萍：1995年1月兒童組過關。現為豪記唱片旗下歌手。
- 蕭玉芬：小名「阿芬」，兒童組沒有過關，但是後來與陳雅珍、尤姿涵、王秀琪、高瑞屏組成「南台灣小姑娘」。南台灣小姑娘解散後五人有各自的發展，只剩蕭玉芬還在演藝圈發展。2008年3月與同是兒童組未過關的鄔兆邦(郭健一)推出《天主意》對唱情歌專輯，曾赴廈門拍攝《幸福好滋味》，2010年出版台語大碟《毒藥》。
- 方順吉：兒童組第一位過關者，出過《翹腳髯嘴鬚》等合輯與《強強滾》等個人專輯，曾紅極一時，青春期時因進入變聲期而暫時中止演藝事業。現在有自己的事業，除了接綜藝節目通告外，還主持電視購物頻道的節目。2011年發行個人專輯《浪子歌聲》。
- 方婉真：兒童組過關，於節目第5集開始闖關，第25集時第20關過關。過關後與方順吉、蕭玉芬合組童星團體「彩色精靈」，推出第一張合輯《翹腳髯嘴鬚》後還陸續推出彩色精靈合輯(與方順吉、蕭玉芬搭檔) 個人專輯《彩虹》(與方順吉合唱〈彩虹〉，也和同是兒童組但未過關的鄔兆邦合唱〈夢渡人生〉)、《願望》。後改名方宥心，於2008年參加第四屆《超級星光大道》獲得冠軍而重啟演藝之路，現屬動脈音樂旗下歌手，亦曾參與不少戲劇演出。
- 王壹珊：兒童組過關，被認為是本節目兒童組歌唱實力最強者。在巨登育樂發行首張專輯《心像刀在割》，未經宣傳即突破20萬張的銷售量，堪稱歌壇奇蹟。後有發行《紅塵夢醒》、《人生親像夢》專輯，專輯不僅主打歌膾炙人口，專輯內許多歌曲也讓人百聽不厭，只可惜叫好不叫座。回歸大旗唱片後便發行專輯《一個人的心事》。可惜大旗唱片並未好好製作《一個人的心事》，雖然主打歌〈一個人的心事〉廣受好評，但銷售成績普普，最後淡出歌壇；曾在八大第一台《台灣紅歌星》唱歌，於2015年結婚。是兒童組過關後最大的遺珠，也是廣大歌迷心中最大的遺憾。
- 鍾旎菱：唱歌雖然不亮眼，但以精湛的舞技獲得評審與觀眾青睞。在回歸學生生活後，考上政治大學新聞系，可說是排行榜過關斬將中會念書的高材生。
- 慈袖靜：第一次參賽衛冕10關，與方順吉，方婉真同場競技；第二次參賽衛冕6關，與陳淑萍，鐘旎菱同場競技。後發行個人專輯（我的春天還沒來）。
- 高雅如
- 莊雅雯: 兒童組過關，後來在《明日之星Super Star》出現。
- 曾曉吟：第一次參賽時被高瑞屏打敗。
- 高瑞屏：小名「屏屏」，兒童組過關。過關後與陳雅珍、尤姿涵、王秀琪、蕭玉芬組成「南台灣小姑娘」。南台灣小姑娘曾經紅極一時，後期改名「Miss南台灣」。解散後五人有各自的發展，而高瑞屏時常會接活動演出。目前本名改為高邑庭。
- 鄔兆邦：兒童組挑戰第十四關時被陳淑萍打敗，沒有過關。1998年曾推出《愛你我認了》專輯，後朝歌唱及戲劇發展。2008年3月，以郭健一之名與蕭玉芬推出《天主意》對唱情歌專輯。2009年至今，參與《大愛劇場》等多部戲劇演出。2011年推出個人最新專輯《甲天花》，現於信吉衛星電視臺工作。

- 陳雅珍：小名「阿珍」，兒童組過關。過關後與高瑞屏、尤姿涵、王秀琪、蕭玉芬組成「南台灣小姑娘」，曾經紅極一時，2001年解散後淡出演藝圈，現已結婚。

- 尤姿涵：小名「尤尤」，兒童組過關。過關後與陳雅珍、高瑞屏、王秀琪、蕭玉芬組成南台灣小姑娘。曾經紅極一時，2001年解散後淡出演藝圈，現已結婚。

- 張鳳娘：1997年兒童組過關。在比賽當中曾經演唱過台語歌手陳盈潔的歌曲表現出色；陳盈潔欣賞她的歌藝並於過關後收她做乾女兒，並且共同合唱〈母子兩姐妹〉收錄在陳盈潔《寂寞是我的名》專輯當中。之後又於2008年再度與陳盈潔合唱 〈一路順風〉、〈紙風車〉、〈無閒〉等歌曲，收錄在陳盈潔《回頭攏是夢》專輯當中。於2008年推出《乎你打敗》、《牽手情》等台語專輯，並在2018年以《艾莉 愛你》專輯榮獲第29屆金曲獎最佳台語女歌手獎。現藝名「張艾莉」。

- 林玉茹：兒童組過關。後參與Super Star 我要當歌手與台灣那麼旺。現改名為林亞黎。

- 李怡璇：兒童組最後一位過關。

### 校園組
- 秀蘭瑪雅：1998年2月校園組過關。比賽當時的名字為沈秀蘭，是本節目最有名、最具代表性的歌手。第一週比賽就得到金帶子，2004年獲得金曲獎最佳台語女演唱人獎。

- 莊振凱：校園組過關，之後在《亞洲新人歌唱大賽》第一屆奪得冠軍，現為豪記唱片旗下歌手。

- 戴梅君：校園組過關，現為中唱娛樂旗下歌手。

- 林菁茹：是校園組第二位過關者，以藝名林子娟出道。

- 張玉容：台語歌手張秀卿之妹。

- 鄧玉賢(鄧詠家)：小名「小語」，1999年4月過關，後與陳雅珍、尤姿涵合組Miss南台灣，現為台語歌手，曾與袁小迪、徐亨對唱。

- 孫協志：校園組過關。當兵退伍後轉換舞台，主持節目，後來曾與喬傑立簽約組成偶像團體「5566」。現從事經紀人工作，成立不動心娛樂，21世紀出道中最紅的男藝人，亞洲天團5566團長，現主持飢餓遊戲。

- 葉勝欽（1975年-2022年2月26日）：校園組第二十三集第一人闖關成功，發行過《生命的情歌》、《新相思雨》、《相信》等專輯。近幾年一直在幕後當製作與幫歌手寫歌，2022年2月26日因骨髓癌併發症逝世[4]。

- 王秀琪：小名「琪琪」，校園組沒有過關。但是後來與陳雅珍、尤姿涵、高瑞屏、蕭玉芬組成「南台灣小姑娘」曾經紅極一時，1999年解散，目前五人有各自的發展，淡出演藝圈回歸平凡生活。

- 李添本：校園組過關，現為悅耳音樂學堂講師。獲正聲廣播歌唱大賽，指導老師冠軍。大毅幸福家庭詞曲創作大賽冠軍。廣播金鐘獎最佳台呼創作人（台北電台），持有台北市政府文化局、新北市政府文化局街頭藝人演出許可證。也培養了數位歌唱老師。於社區大學等教學。其創作作品可於youtube李乙本頻道查詢。目前也致力推廣素食修身生活及投身公益服務。

- 王江發：校園組過關。退伍後加入雅鸝唱片，成為詹雅雯師弟。因唱片銷售不佳，淡出歌壇賣早點、做一個上班族；由於對歌唱難以忘懷，在台中市沙鹿區開歌唱教學班。

### 社青組
- 翁立友：本名翁攀斐，台灣彰化縣人，1998年參賽只有衛冕十關，卻反而讓觀眾注意到他；在歌迷的連署之下，幫他推出了首張個人專輯，專輯中還有余天和陳亞蘭與之對唱；宣傳期間，余天更陪他一起跑宣傳。但首張專輯並未受到青睞，於是便短暫的從商，因而沉寂了數年，直到2003年時因緣際會蒙當時火紅的台語歌手「豬肉王子」蔡小虎賞識，推薦給豪記唱片栽培發片後，2009年獲得金曲獎最佳台語男演唱人獎。
- 楊哲：本名黃揚哲，台灣屏東縣枋寮人，早年以本名參加社青組獲得冠軍而踏入歌壇；之後在華視《龍虎綜藝王》之模仿秀單元〈模仿綜藝王〉獲得年度模仿總冠軍。2005至2011年間以藝名楊哲先後與虹楊唱片、迪笙唱片、華特唱片簽約進入歌壇，2012年加入豪記唱片。2013年在屏東縣投資新台幣千萬元開設台灣占地面積最大芒果冰店，苦撐不到一年即歇業，因此負債新台幣千萬元並淡出歌壇，2014年再度復出。
- 林宏銘：2001年台視《五燈之星》之歌唱比賽〈台語歌唱比賽〉五度五關得主，被稱為「警察歌手」的刑事警察，是台語歌手張秀卿的前夫。

## 在亞洲新人歌唱大賽出現
- 莊振凱：校園組過關

- 董育君：校園組過關，後來參加《亞洲新人歌唱大賽》，並於李祖寧離開《亞洲新人歌唱大賽》後(第三屆)擔任主持人。

- 朱海君：1997年暑假時，曾經參加兒童組比賽，未能過關。1998年8月，再度挑戰；經過二十週的過關斬將之後，終於1999年1月過關。過關後，又於2005年參加《亞洲新人歌唱大賽》，獲得年度總決賽第一名(當時第二名為吳俊宏)。2008年，推出個人專輯《三生石》，之後與當時擔任工作人員後轉型為藝人的諧星NONO(陳宣裕)交往，在2013年7月12日結婚，曾兩度入圍金曲台語歌后，並以《花開的時》獲得第31屆金曲獎最佳台語女歌手獎。

- 張麗君：兒童組過關

- 吳儀君：校園組

- 李俊傑：兒童組過關(當時兒童組過關的男生僅有方順吉、李權洲、陳立偉、李俊傑和楊世豪共五位，女生則有26位)

- 吳俊宏：1997年9月參加校園組比賽，1998年2月過關，與秀蘭瑪雅同期。過關後，又於2005年參加《亞洲新人歌唱大賽》，獲得年度總決賽第二名。2008年，與黃乙玲合唱〈春花秋月〉收錄於黃乙玲《講乎自己聽》專輯中。

- 許志豪：校園組

- 陳韋霖：兒童組過關，於2009年，參加《超級偶像》第四屆比賽，並獲得該屆第12名，後又參加明日之星Super Star的比賽。

- 吳倖妏：兒童組

- 江孟純：兒童組，現改名江宜潔，後又參加明日之星的比賽

- 黃香怡：兒童組，參加亞洲新人歌唱大賽時，已改名黃紫誼，後又參加明日之星的比賽

- 曾韋中：兒童組，為排灣族原住民，現改名曾瑋中，節目出現同分首例（與蕭文豪89.9分並列第三），後又參加明日之星Super Star的比賽。

## 在明日之星Super Star出現
- 莊雅雯：和高瑞屏同期，小時候歌藝平平，和曾曉吟同一關，原本大家覺得是曾曉吟會過關，但曾曉吟於13關國語歌忘詞僅拿89分而被打下關，繼續在榜上的莊雅雯則是平穩表現至20關闖關成功。但隔近20年歌藝並無進步，在明日之星從未登上衛冕者寶座。
- 洪國轟：校園組，是葉勝欽南強高職的學弟，在葉勝欽第11關時參賽，在第三關時落敗。綽號「龍貓」。
- 蔡宏麟：社青組。
- 吳儀君：校園組，歌唱實力備受肯定，後被網友批評「長相不及歌藝」而傷了心，由整形外科醫師李進良進行整容。
- 莊育典：校園組二十關，和董育君同期。
- 江孟純：現改名江宜潔，100年9月14日以江蕙原唱之《愛我三分鐘》一曲獲得個人於該節目最高分 91 分。
- 黃香怡：現改名黃品蓉，於明日之星共衛冕10關，101年5月5日以江蕙原唱之《悲情歌聲》獲得個人於該節目最高分 92分。
- 丁愛美：現改名丁姵均，為明日之星20關衛冕成功的台語組百萬關主，101年5月5日以江蕙原唱之《故鄉的歌》一曲獲得個人於該節目最高分 93分。
- 曾韋中：現改名曾瑋中，21世紀新人歌唱排行榜兒童組僅衛冕2關，成年後緊接丁愛美過20關後參賽明日之星，和黃香怡同期，為明日之星20關衛冕成功的台語組百萬關主之一，102年7月13日以江蕙原唱之《酒後的心聲》一曲獲得個人於該節目最高分 92分。
- 杜忻恬：兒童組二十關，小時候便是美女，歌藝歌聲皆不錯，在三立過關時以甲子慧的想要跟你飛獲得92分而闖關成功，長大後參加明日之星時歌藝大躍進成為明日之星賽制改變後第一位過10關的摘星盟主，後又參加民視台灣那麼旺，2018年6月1日成為明星組第1位(也是明星組唯一衛冕成功)衛冕二十關成功者。

- 李佩怡：兒童組20關闖關成功。但參加明日之星的歌聲並不如兒童時宏亮，歌唱技巧也大不如前，因此在明日之星三個月期間從未取得挑戰衛冕者資格。

## 在超級紅人榜出現
- 吳蒂君：1997年3月22日校園組過關，現改名吳申梅。
- 呂宜靜：校園組過關。
- 蔡宏麟：社青組首位過關者，後也曾參加《明日之星Super Star》，現改名蔡雲荻。
- 林曉君：校園組過關，現改名林喬安。2014年曾參加三立台灣台《超級紅人榜》，2015年2月份成為《超級紅人榜》第5位成功闖關20關者。同年5月受邀參加日本東京電視台跨海製作節目之指名卡拉OK挑戰賽，拿下當集最高的93分。
- 蘇聖惠（蘇芯慧）：兒童組。第一次參賽衛冕6關，第二次參賽衛冕9關。2013年參加《超級紅人榜》衛冕17關。
- 林靜雯：兒童組過關。
- 鄺澤東：偶像組衛冕12關。
- 林琇琪：兒童組。曾在51集與52集出現，和陳淑萍、孫淑媚同場競技。2020年～2022年參加《超級紅人榜》，青春組衛冕20關成功。

## 相關節目
《台灣超級之星》
以台語歌曲為主的三立綜藝台歌唱競賽節目。
《新人排行榜 歡樂大對抗》
以《21世紀新人歌唱排行榜》參賽者為固定班底的三立綜藝台歌唱競賽節目，簡稱《歡樂大對抗》，澎恰恰與馬維欣主持，三立大樂隊伴奏，仿《NHK紅白歌合戰》兩隊對抗模式進行紅白兩隊歌唱競賽，也有歌中劇。後期改名《新人排行榜 歡樂一級棒》，簡稱《歡樂一級棒》，佈景相同，開場口號：「《歡樂一級棒》，一唷！」。